# Vicente Espinel

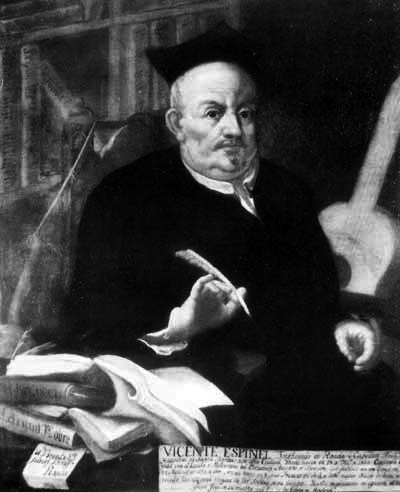
Vicente Espinel.

Vicente Espinel, född 28 december 1550, död 4 februari 1624, var en spansk författare.
Espinel var äventyrare, som student vid Universitetet i Salamanca blev han relegerad. Efter ett av skandaler fyllt uppehåll i Sevilla begav han sig ut på resor. Återkommen till Madrid blev han präst 1587, fick anställning som sådan i sin födelsestad Ronda och tog därefter en doktorsgrad i Alcalá de Henares. Han blev senare på grund av sin musikaliska begåvning kapellmästare. Espinels Diversas rimas (1591) innehåller bland annat lyckade översättningar från Horatius, men är ganska obetydliga i jämförelse med Espinels mest kända verk, Relaciones de la vida del Escudero Marcos de Obregón, en av Spaniens främsta pikareskromaner, innehållande detaljer från Espinels äventyrarliv jämte andra romantiska eller tragiska episoder. Obregón var en viktig influens för Alain-René Lesages Gil Blas.